# PKP EN 81
De PKP EN 81 is een elektrisch treinstel van het PESA type 308B met lagevloerdeel voor het regionaal personenvervoer van de Polskie Koleje Państwowe (PKP).

## Geschiedenis
Door het inzakken van vervoersstromen in een aantal regio’s werd het noodzakelijk kleinere treinen te ontwikkelen. Voor deze treinen stond de EN 95 uit 2004 van de Warszawska Kolej Dojazdowa (WKD) model.

## Constructie en techniek
Het treinstel is opgebouwd uit een aluminium frame. Het treinstel is uitgerust met luchtvering. Er kunnen tot vier eenheden gekoppeld worden.

## Treindiensten
De Polskie Koleje Państwowe (PKP) zet deze treinen op de volgende trajecten:
- regio Krakau:
- regio Świętokrzyskie:
  - Skarżysko-Stone - Starachowice - Ostrowiec Świętokrzyski
  - Skarżysko-Kamienna - Kielce - Sędziszów

## Foto's

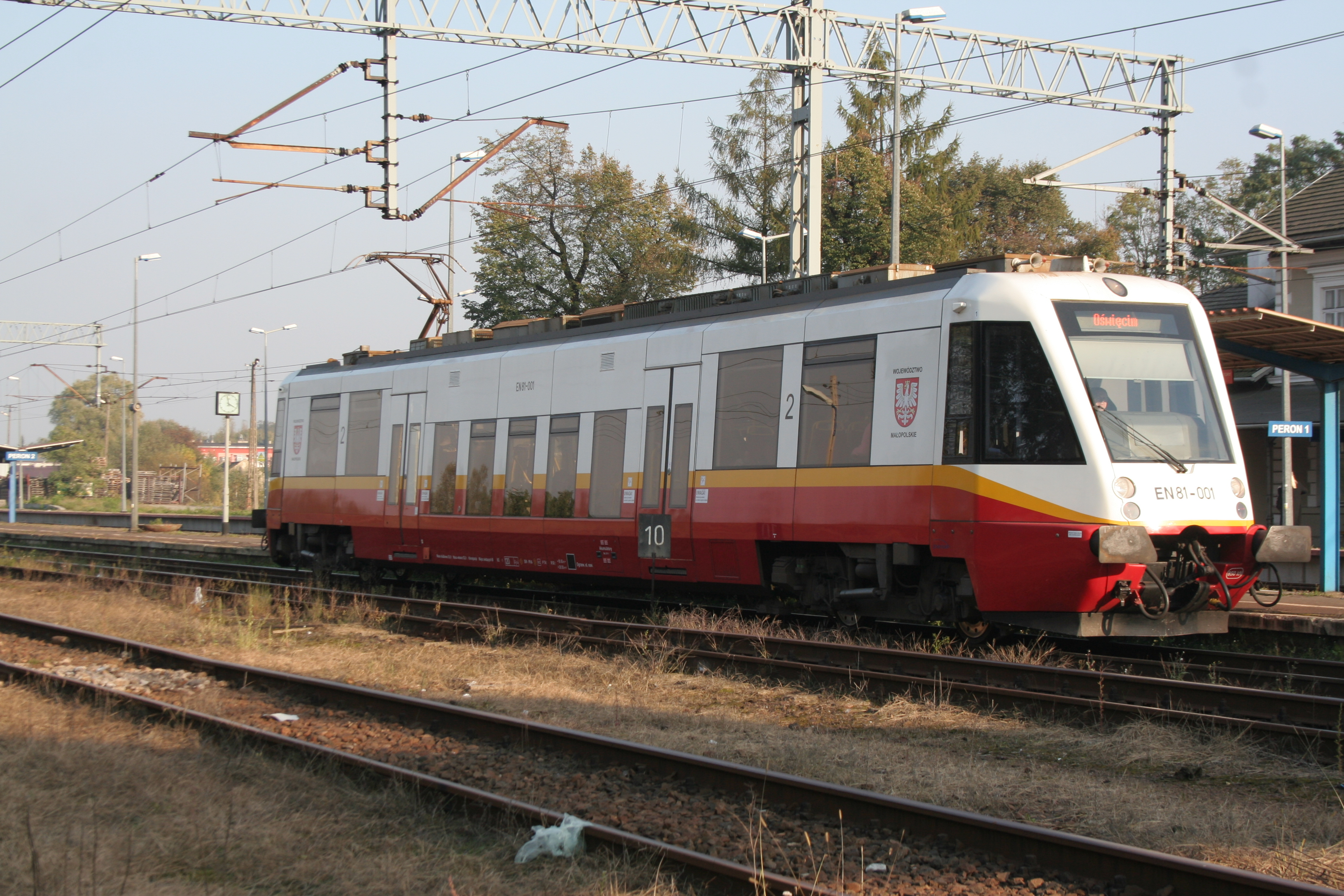
PKP EN81-001 op 11 september 2010 te Skawina
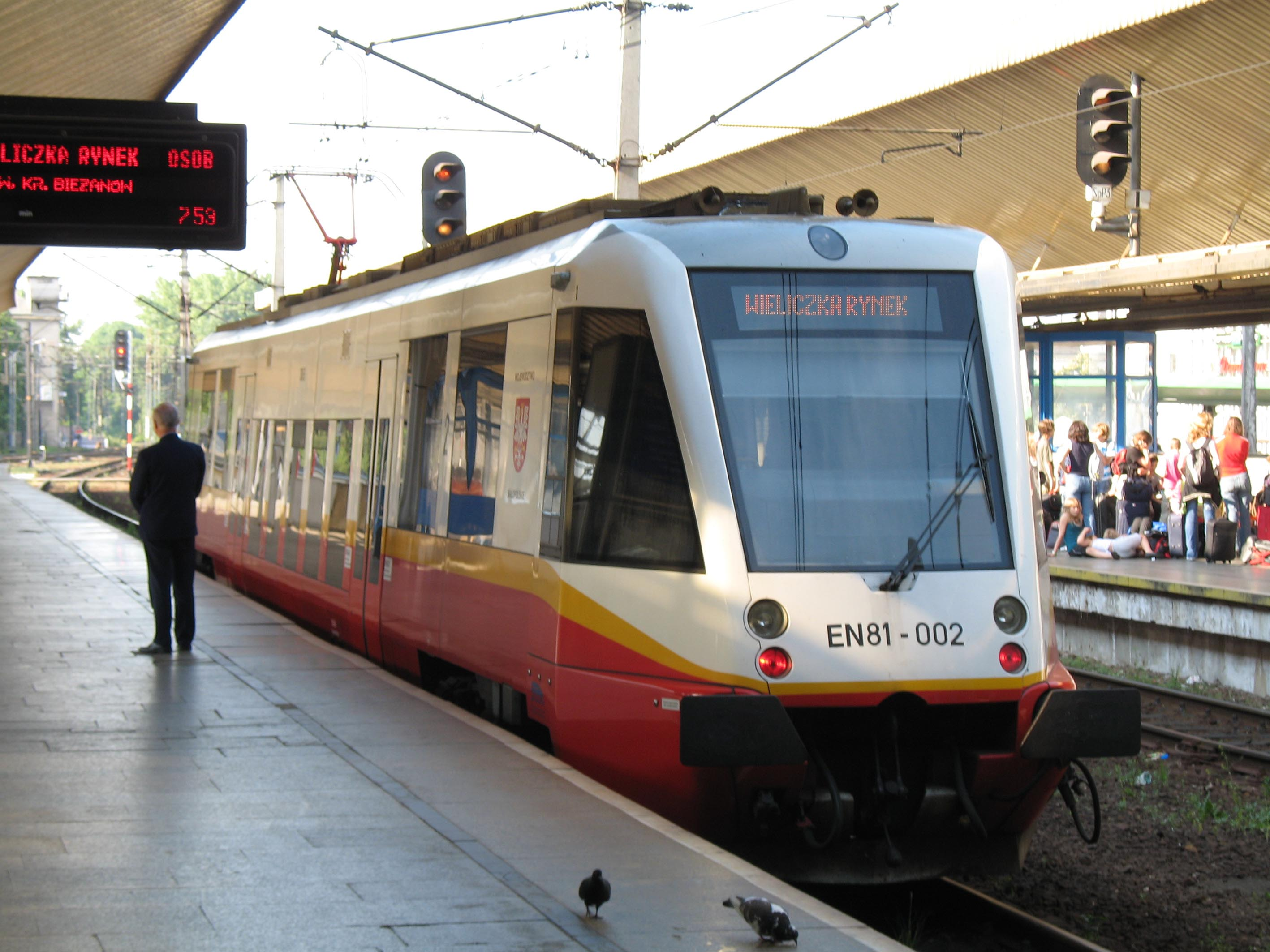
PESA EN81-002 train in Kraków
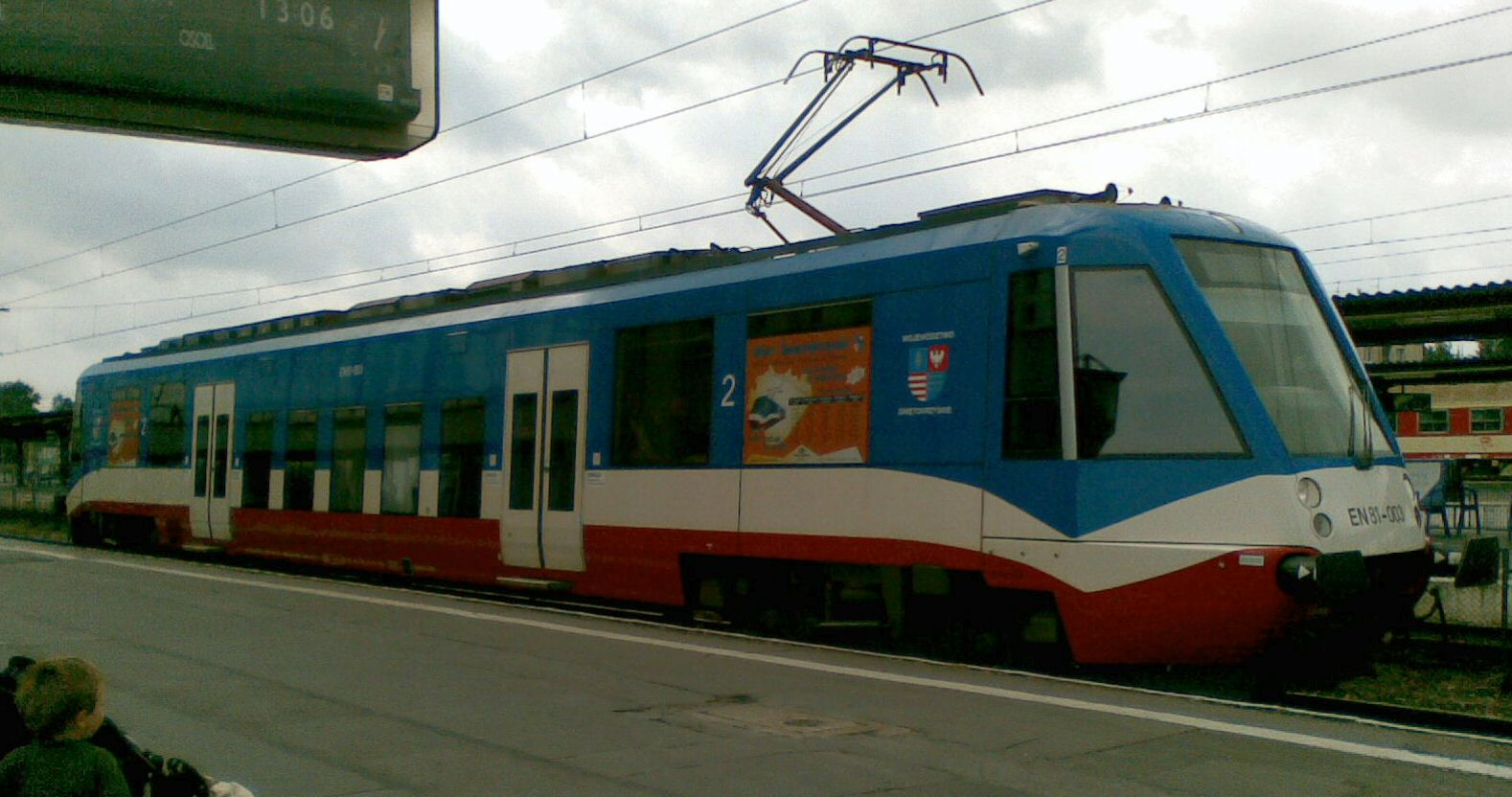
EN81-003 in Kielce